# Lee Rogers Berger
Lee Rogers Berger (Kansas, 22 de diciembre de 1965) es un paleoantropólogo y arqueólogo estadounidense conocido por sus trabajos sobre el Australopithecus africanus y por los descubrimientos y descripciones de Australopithecus sediba y Homo naledi.